# オリオン座カッパ星
オリオン座κ星は、オリオン座にある2等星の恒星である。

## 特徴
地球からの距離が同じくらいのリゲルよりも暗く見えるが、これは表面温度が高く可視光領域よりも波長の短い光の放射がより大きいためである。太陽質量の15.50倍の質量を持つ極超巨星あるいは非常に大きな超巨星に分類され、将来は超新星爆発を起こすだろうと考えられている。

## 名称
バイエル符号はκ Orionis （略称はκ Ori）。固有名のサイフ (Saiph) は、アラビア語で「ジャウザーの剣」を意味する saif al jabbār に由来する。これは元々η星、c星、θ星、ι星の並びを指す言葉であったが、後に誤ってκ星の名前とされたものである。17世紀に解読されたAl Achsasi al Mouakketでは、この星はRekbah al Jauza al Yemeniatと呼ばれ、ラテン語で「Genu Dextrum Gigantis（巨人の右足）」と翻訳された。2016年7月20日、国際天文学連合の恒星の固有名に関するワーキンググループは、Saiph をオリオン座κ星の固有名として正式に承認した。